# Pentaleyrodes cinnamomi
Pentaleyrodes cinnamomi là một loài côn trùng cánh nửa trong họ Aleyrodidae, phân họ Aleyrodinae.
Pentaleyrodes cinnamomi được Takahashi miêu tả khoa học đầu tiên năm 1932.